# Orchestina striata
Orchestina striata är en spindelart som beskrevs av Simon 1909. Orchestina striata ingår i släktet Orchestina och familjen dansspindlar.
Artens utbredningsområde är Vietnam. Inga underarter finns listade i Catalogue of Life.